# Luo Wei
Luo Wei (en chino: 羅 微; Pekín, 23 de mayo de 1983) es una deportista china que compitió en taekwondo.
Participó en los Juegos Olímpicos de Atenas 2004, obteniendo una medalla de oro en la categoría de –67 kg. En los Juegos Asiáticos consiguió tres medallas entre los años 2002 y 2010.
Ganó dos medallas en el Campeonato Mundial de Taekwondo en los años 2003 y 2007 y dos medallas en el Campeonato Asiático de Taekwondo en los años 2006 y 2008.

## Palmarés internacional
| Juegos Olímpicos    | Juegos Olímpicos                  | Juegos Olímpicos  | Juegos Olímpicos |
| Año                 | Lugar                             | Medalla           | Categoría        |
| ------------------- | --------------------------------- | ----------------- | ---------------- |
| 2004                | Atenas (Grecia)                   | Medalla de oro    | –67 kg           |
| Campeonato Mundial  |                                   |                   |                  |
| Año                 | Lugar                             | Medalla           | Categoría        |
| 2003                | Garmisch-Partenkirchen (Alemania) | Medalla de oro    | –72 kg           |
| 2007                | Pekín (China)                     | Medalla de bronce | –72 kg           |
| Juegos Asiáticos    |                                   |                   |                  |
| Año                 | Lugar                             | Medalla           | Categoría        |
| 2002                | Busan (Corea del Sur)             | Medalla de bronce | –67 kg           |
| 2006                | Doha (Catar)                      | Medalla de oro    | –72 kg           |
| 2010                | Cantón (China)                    | Medalla de oro    | –73 kg           |
| Campeonato Asiático |                                   |                   |                  |
| Año                 | Lugar                             | Medalla           | Categoría        |
| 2006                | Bangkok (Tailandia)               | Medalla de plata  | +72 kg           |
| 2008                | Luoyang (China)                   | Medalla de bronce | –72 kg           |